# Santa Maria in Portico Campitelli (diaconia)
La diaconia di Santa Maria in Portico Campitelli (in latino: Diaconia Sanctæ Mariæ in Porticu) fu istituita il 26 giugno 1662 da papa Alessandro VII per sostituire quella di Santa Maria in Portico Octaviae la cui chiesa era andata in rovina.
Dal 5 ottobre 2019 il titolare è il cardinale Michael Louis Fitzgerald, già nunzio apostolico in Egitto.

## Titolari
- Francesco Maidalchini (26 giugno 1662 - 11 ottobre 1666 nominato cardinale diacono di Santa Maria in Via Lata)
- Louis de Vendôme (18 luglio 1667 - 12 agosto 1669 deceduto)
  - Vacante (1669 - 1671)
- Gaspare Carpegna titolo pro hac vice (23 febbraio 1671 - 18 marzo 1671 nominato cardinale presbitero di Santa Pudenziana)
  - Vacante (1671 - 1673)
- Felice Rospigliosi (27 febbraio 1673 - 17 luglio 1673 nominato cardinale diacono di Sant'Angelo in Pescheria)
- Girolamo Casanate (17 luglio 1673 - 2 dicembre 1675 nominato cardinale diacono di San Cesareo in Palatio)
  - Vacante (1675 - 1681)
- Benedetto Pamphilj (22 settembre 1681 - 30 aprile 1685 nominato cardinale diacono di San Cesareo in Palatio)
  - Vacante (1685 - 1690)
- Luigi Omodei (10 aprile 1690 - 18 agosto 1706 deceduto)
  - Vacante (1706 - 1724)
- Melchior de Polignac (27 settembre 1724 - 20 novembre 1724 nominato cardinale presbitero di Santa Maria in Via)
  - Vacante (1724 - 1728)
- Carlo Collicola (10 maggio 1728 - 20 ottobre 1730 deceduto)
  - Vacante (1730 - 1734)
- Giacomo Lanfredini (12 aprile 1734 - 16 maggio 1741 deceduto)
- Carlo Maria Sacripante (29 maggio 1741 - 10 aprile 1747 nominato cardinale diacono di Santa Maria ad Martyres)
- Enrico Benedetto Stuart (31 luglio 1747 - 16 settembre 1748); titolo pro hac vice (16 settembre 1748 - 18 dicembre 1752); in commendam (18 dicembre 1752 - 12 febbraio 1759 nominato Cardinale presbitero di Santa Maria in Trastevere)
- Flavio Chigi iuniore (12 febbraio 1759 - 12 luglio 1771 deceduto)
  - Vacante (1771 - 1775)
- Ignazio Gaetano Boncompagni-Ludovisi (18 dicembre 1775 - 29 gennaio 1787 nominato cardinale diacono di Santa Maria ad Martyres)
- Filippo Carandini (23 aprile 1787 - 12 settembre 1794 nominato cardinale diacono di Sant'Eustachio)
  - Vacante (1794 - 1803)
- Charles Erskine of Kellie (28 marzo 1803 - 20 marzo 1811 deceduto)
  - Vacante (1811 - 1816)
- Stanislao Sanseverino (23 settembre 1816 - 21 marzo 1825 nominato cardinale diacono di Santa Maria ad Martyres)
  - Vacante (1825 - 1829)
- Belisario Cristaldi (21 maggio 1829 - 25 febbraio 1831 deceduto)
  - Vacante (1831 - 1838)
- Adriano Fieschi (17 settembre 1838 - 27 gennaio 1843 nominato cardinale diacono di Santa Maria ad Martyres)
- Lodovico Altieri, titolo pro hac vice (24 novembre 1845 - 17 dicembre 1860 nominato cardinale vescovo di Albano)
  - Vacante (1860 - 1863)
- Francesco Pentini (19 marzo 1863 - 17 dicembre 1869 deceduto)
  - Vacante (1869 - 1875)
- Bartolomeo Pacca iuniore (23 settembre 1875 - 14 ottobre 1880 deceduto)
- Francesco Ricci Paracciani (30 marzo 1882 - 1º giugno 1891 nominato cardinale presbitero di San Pancrazio)
  - Vacante (1891 - 1894)
- Francesco Segna (21 maggio 1894 - 4 gennaio 1911 deceduto)
- Giovanni Battista Lugari (30 novembre 1911 - 31 luglio 1914 deceduto)
- Francis Aidan Gasquet, O.S.B. (6 dicembre 1915 - 18 dicembre 1924); titolo pro hac vice (18 dicembre 1924 - 5 aprile 1929 deceduto)
  - Vacante (1929 - 1935)
- Massimo Massimi (19 dicembre 1935 - 18 febbraio 1946); titolo pro hac vice (18 dicembre 1946 - 6 marzo 1954 deceduto)
- Carlo Chiarlo, titolo pro hac vice (18 dicembre 1958 - 21 gennaio 1964)
- Charles Journet (25 febbraio 1965 - 5 marzo 1973); titolo pro hac vice (5 marzo 1973 - 15 aprile 1975 deceduto)
- Corrado Bafile (24 maggio 1976 - 22 giugno 1987); titolo pro hac vice (22 giugno 1987 - 3 febbraio 2005 deceduto)
- Andrea Cordero Lanza di Montezemolo (24 marzo 2006 - 20 giugno 2016); titolo pro hac vice (20 giugno 2016 - 19 novembre 2017 deceduto)
  - Vacante (2017 - 2019)
- Michael Louis Fitzgerald, M.Afr., dal 5 ottobre 2019